# Спаньоло, Паоло
Паоло Спаньоло (итал. Paolo Spagnolo; 22 июня 1930, Неаполь — 2 мая 2012) — итальянский пианист.
Вундеркинд, начавший концертировать в шестилетнем возрасте (дебютное выступление в Нью-Йорке 27 ноября 1937 года вызвало одобрительный отзыв «Нью-Йорк Таймс»). Учился в Неаполитанской консерватории у Паоло Денца, позднее преподавал там же. В 1947 г. выиграл Международный конкурс исполнителей в Женеве.
В 1954 г. выпустил первый диск (фирма Decca Records), составленный преимущественно из коротких («бисовых») пьес испанских и латиноамериканских авторов и получивший весьма скептическую оценку критики (прибавившей музыканту 40 лет возраста). Среди позднейших записей Спаньоло — произведения Бетховена, Шопена, Шумана.
Выпустил книгу «Пианософия: Техника и искусство» (итал. Piano-sophia. Tecnica e arte; 1996) в соавторстве с философом Джованни Стелли.